# Xã Enterprise, Quận Linn, Missouri
Xã Enterprise (tiếng Anh: Enterprise Township) là một xã thuộc quận Linn, tiểu bang Missouri, Hoa Kỳ. Năm 2010, dân số của xã này là 84 người.